# Byblis liniflora
Byblis liniflora es una especie de planta carnívora perteneciente a la familia  Byblidaceae. Es endémica de Australia, Indonesia y Papúa Nueva Guinea. 
Es una planta caducifolia que alcanza los 15 cm de altura con flores de cinco pétalos de color violeta y las anteras más pequeñas que los filamentos.

## Sinonimia
- Byblis caerulea R.Br. ex Planch. (1848)
- ?Byblis icariflorum Hort.Dingley (1995) nom.nud.

## Fuente
- Conran, J.G., Lowrie, A. & Leach, G. 2000.  Byblis liniflora.   2006 IUCN Red List of Threatened Species.  Bajado el 20-08-07.

- Datos: Q148203
- Multimedia: Byblis liniflora / Q148203
- Especies: Byblis liniflora